# Jampruca (kommun i Brasilien)
Jampruca är en kommun i Brasilien.   Den ligger i delstaten Minas Gerais, i den sydöstra delen av landet, 700 km öster om huvudstaden Brasília. Antalet invånare är 5 068.
Omgivningarna runt Jampruca är huvudsakligen savann. Runt Jampruca är det glesbefolkat, med 18 invånare per kvadratkilometer.